# Bd. Voltaire
Boulevard Voltaire ist ein französisches Filmdrama aus dem Jahr 2017. Im Zentrum stehen die Anschläge von Paris.

## Handlung
Der Film begleitet eine Gruppe von schwulen Freunden in den letzten 48 Stunden vor den Anschlägen von Paris: Der Lebenskünstler und Musiker Yann und Raoul sind frisch verliebt und genießen jede freie Minute miteinander; Yanns Ex-Freund, der Engländer Alan, und sein neuer Freund Julien sind gerade auf Wohnungssuche in Paris; Jérémy und Aurélien haben in ihrer On-Off-Beziehung immer wieder mit Eifersucht und Entfremdung zu kämpfen. Am Freitag, dem 13. November 2015 trifft sich die Clique bei Yann zum Abendessen, um im Anschluss zu einem Konzert ins Bataclan weiterzuziehen. Yann bleibt an dem Abend zu Hause, um an einem Skript zu arbeiten, seine fünf Freunde werden die Nacht nicht überleben. 

## Hintergrund
Bd. ist die französische Abkürzung für Boulevard.
Nachdem Anna Karina die Rolle der Laura abgelehnt hatte, erklärte sich Christine Kaufmann bereit, für sie einzuspringen. Der Regisseur entschied sich in letzter Instanz jedoch für die Designerin Fifi Chachnil.
Der Film entstand praktisch ein Jahr nach den eigentlichen Terroranschlägen im Oktober 2016. Die pittoresken Schwarzweißbilder wurden mit Chansons und Musik unterlegt, die Jean-Pierre Stora gemeinsam mit Alexandre Vallès erarbeitet hatte.
Beim Filmfestival in Kapstadt wurde Boulevard Voltaire in den Kategorien Bester Film und Bestes Ensemble für den Festivalpreis nominiert.

## Festivals
- Nisville Movie Summit, Serbien
- Cape Town Film Festival, Südafrika
- Holebifilmfestival Louvain-la-Neuve, Belgien
- Straight-Jacket Guerilla Film Festival, England
- Taiwan International Queer Film Festival, Taiwan